# Рутерфорд (округ, Північна Кароліна)
Шаблон:StateAbbr_ 35°24′ пн. ш. 81°55′ зх. д. / 35.4° пн. ш. 81.92° зх. д.
Округ  Рутерфорд (англ. Rutherford County) — округ (графство) у штаті  Північна Кароліна, США. Ідентифікатор округу 37161.

## Історія
Округ утворений 1779 року.

## Демографія
За даними перепису 
2000 року 
загальне населення округу становило 62899 осіб, зокрема міського населення було 22971, а сільського — 39928.
Серед мешканців округу чоловіків було 30301, а жінок — 32598. В окрузі було 25191 домогосподарство, 17938 родин, які мешкали в 29535 будинках.
Середній розмір родини становив 2,9.
Віковий розподіл населення поданий у таблиці:
| Стать    | До 15 років | 15-21 | 22-29 | 30-39 | 40-49 | 50-65 | 65-85 | Понад 85 |
| -------- | ----------- | ----- | ----- | ----- | ----- | ----- | ----- | -------- |
| Чоловіки | 6377        | 2696  | 3073  | 4499  | 4437  | 5266  | 3640  | 313      |
| Жінки    | 6161        | 2580  | 3066  | 4535  | 4526  | 5616  | 5189  | 925      |

## Суміжні округи
- Макдавелл — північ
- Берк — північний схід
- Клівленд — схід
- Черокі, Південна Кароліна — південь
- Спартанберг, Південна Кароліна — південь
- Полк — південний захід
- Гендерсон — захід
- Банком — північний захід

## Виноски
1. ↑  U.S. Decennial Census. United States Census Bureau. Архів оригіналу за 12 травня 2015. Процитовано 19 січня 2015.
2. ↑  Historical Census Browser. University of Virginia Library. Архів оригіналу за 11 серпня 2012. Процитовано 19 січня 2015.
3. ↑  Forstall, Richard L., ред. (27 березня 1995). Population of Counties by Decennial Census: 1900 to 1990. United States Census Bureau. Архів оригіналу за 3 березня 2015. Процитовано 19 січня 2015.
4. ↑  Census 2000 PHC-T-4. Ranking Tables for Counties: 1990 and 2000 (PDF). United States Census Bureau. 2 квітня 2001. Архів оригіналу (PDF) за 18 грудня 2014. Процитовано 19 січня 2015.
5. ↑  State & County QuickFacts. United States Census Bureau. Архів оригіналу за 17 липня 2011. Процитовано 29 жовтня 2013. {{cite web}}: Вказано більш, ніж один |url-архіву= та |archive-url= (довідка); Вказано більш, ніж один |дата-архіву= та |archive-date= (довідка)(англ.) Наведено за англійською вікіпедією.
6. ↑  American FactFinder. Бюро перепису населення США. Архів оригіналу за 26 лютого 2012. Процитовано 31 січня 2008. {{cite web}}: Вказано більш, ніж один |статус-url= та |deadurl= (довідка)

| США | Це незавершена стаття з географії США. Ви можете допомогти проєкту, виправивши або дописавши її. |